# Бройнер, Зейфрид Кристоф фон
Граф Зейфрид Кристоф фон Бройнер (нем. Seyfried Christoph von Breuner; 1569, Штац — 22 ноября 1651, Аспарн-ан-дер-Цайя), барон фон Штюбинг, Фладниц и Рабенштейн — австрийский государственный деятель.

## Биография
Сын председателя придворной палаты Зейфрида фон Бройнера, барона фон Штюбинг, Фладниц и Рабенштейн, и баронессы Элизабет фон Эйцинг.
Представитель нижнеавстрийского рода Бройнеров, родился в 1569 году в поместье Штац в Вайнфиртеле. Изучал право в Падуе, в 1597 году поступил на государственную службу. Император Рудольф II назначил его советником придворной палаты, а в 1600 году он стал председателем судебной палаты Нижней Австрии. Занимал этот пост до 1609 года.
Зейфрид Кристоф изначально был протестантом, но перешел в католицизм. Это обеспечило ему влияние при дворе императора Матиаса даже по окончании габсбургского братского спора. В 1618 году он участвовал в свержении могущественного кардинала Мельхиора Клезля. Камергер (1618). Он принадлежал к ближайшему кругу советников императора Фердинанда II, который в 1624 году возвел его в ранг имперского графа. С 1620 по 1626 год он был ландмаршалом Австрии ниже Энса, а затем штатгальтером этой провинции. Он покинул эту должность только в 1640 году по причине преклонного возраста. С 1637 года был тайным советником.
Бройнер был умелым дельцом и считался одним из самых богатых людей своего времени. В 1594 году он унаследовал залог Штаца от своего отца, а в 1600 году купил это поместье и замок у императора Рудольфа за 48 708 гульденов. В 1610 году он приобрел владение Аспарн за 145 000 гульденов и перестроил тамошний замок, устроив там свою главную резиденцию. В Аспарне он основал монастырь миноритов, который существует до сих пор.
В 1639 году был пожалован Филиппом IV в рыцари ордена Золотого руна.
В 1645 году его родовое поместье Штац было опустошено шведскими войсками. Зейфрид Кристоф умер в 1651 году в возрасте 82 лет, и был погребен в крипте приходской церкви Аспарна. Памятник ему находится на замковом мосту.
Зейфрид Кристоф фон Бройнер является персонажем драмы Грильпарцера «Братский спор Габсбургов» (Ein Bruderzwist in Habsburg).

## Семья
1-я жена (9.02.1592): Анна Мария фон Гаррах (1564—2.09.1624), дочь барона Леонарда V фон Гарраха и графини Марии Якобы фон Гогенцоллерн-Зигмаринген, сестра Карла фон Гарраха
Дети:
- Элизабет Иоганна Сусанна (р. 1592)
- Фердинанд Эрнст (ок. 1594 — ум. юным)
- граф Зейфрид Леонард Бройнер фон Аспарн (1596–12.1666).

⚭ (после 8.09.1616): Мария Сусанна фон Турн-Вальсассина (ум. 13.02.1634), дочь Хиеронимуса Венцеля фон Турн-Вальсассина и Анны Людмилы цу Хардек;
⚭ (26.03.1634): графиня Анна Доротея фон Штаремберг (26.02.1607—1636), дочь графа Эразмуса II фон Штаремберга и Элизабет Унгнад, баронессы фон Зоннек;
⚭ (ранее 28.09.1638): баронесса Элизабет фон Ландау цум Хаус (ок. 1602—13.02.1641), дочь Ахаца фон Ландау, барона цум Хаус унд Раппотенштейн, и баронессы Клары фон Рогендорф;
⚭ (30.05.1641): Анастазия Тойфель (1605—1646), баронесса фон Гунтерсдорф, дочь Георга Тойфеля, барона фон Гунтерсдорф, и Элизабет фон Пуххейм;
⚭ (1648): графиня Мария Анна фон Кевенхюллер-Франкенбург (3.03.1623—18.06.1653), дочь рейхсграфа Франца Кристофа I Кевенхюллер-Франкенбург и Барбары Тойфель, баронессы фон Гунтерсдорф;
⚭ (ок. 1654): графиня Элизабет Поликсена Кавриани (ум. 14.06.1703), дочь графа Федерико Карло Кавриани и Элизабет фон Меггау
- Мария Катарина
- Поликсена Эмма, монахиня в Вене

2-я жена (1625): баронесса Мария Маргарета фон Молларт
3-я жена (1633): Анна Иоганна фон Холленек (ум. 1654)